# Rosskarlacke
Die Rosskarlacke, früher Roßkarlacke, ist ein stehendes Gewässer im Rosskar (Roßkar) in den östlichen Zillertaler Alpen im Land Salzburg in einer Höhe von 2293 m ü. A. unterhalb des Rosskopfes (Roßkopfes). Unmittelbar an der Lacke führt der Wanderweg 540 (früher auch Peter-Obholzer-Weg genannt) von der Richterhütte hinauf zur Rosskarscharte (Roßkarscharte, 2689 m) zur Zittauer Hütte vorbei.